# Kristni saga
La Kristni saga (« histoire de la christianisation », littéralement) est une œuvre littéraire islandaise médiévale.

## Résumé
Elle traite donc de la christianisation de l'Islande à la fin du Xe siècle de notre ère, et du développement de la jeune Église d'Islande,.

## Histoire
La Kristni saga est connue par sa présence dans le Hauksbók de Haukr Erlendsson, où elle est située juste après le Landnámabók. Néanmoins ces deux ouvrages y sont présents sous forme fragmentaire.

## Réception

### Place dans la recherche historique

#### Étude comparative
Le Landnámabók et la Kristni saga offrent la possibilité d'une comparaison directe avec l'Íslendingabók, respectivement sur la colonisation de l'Islande et sa christianisation ainsi que les premiers temps du développement de l'Église locale. Depuis le début de l'étude des sagas, les trois ouvrages ont été mis en relation — l'une des premières théories sur leur origine était que les deux premiers avaient été composés à partir de la première version de l'Íslendingabók, le contenu laissé de côté pour l'un servant à réaliser l'autre.